# Android Studio
Android Studio（アンドロイド スタジオ）は、Googleが提供するAndroidプラットフォーム向けアプリケーションソフトウェア開発用の統合開発環境（IDE）。JetBrains社が開発したIntelliJ IDEAをベースにAndroid開発に最適化されており、ホストOSとしてMicrosoft Windows、macOS、Linux、およびChromeOSに対応している。

## 歴史
2013年5月16日、Google I/Oカンファレンスにおいて発表され、同年5月にアーリーアクセスプレビュー版がリリースされた。その後、2014年6月に公開されたバージョン0.8.0からは、開発段階がベータ版へ移行した。
更にその後、2014年12月8日に正式バージョン1.0.0が公開され、従来EclipseとADT (Android Development Tools) により実現されていた開発環境を、Android Studioで実現できるようになった。
2015年末をもってADTのサポートが打ち切られることが発表され、Android Studio 2.2のリリースをもってADTのサポートが完全終了し、Android開発環境はAndroid Studioに完全移行された。
Android Studio 4.3以降は、ベースとなるIntelliJのバージョンに基づいた番号が付けられるようになり、動物の名前にちなんだコードネームも付けられるようになった。

## 特徴
各機能は、開発が進捗する過程で、ユーザーに順次公開されていくことが見込まれる。2014年9月現在、提供されている機能は以下の通り。
- WYSIWYGエディタを使用したリアルタイムなレンダリング。
- デベロッパーコンソールからの各種情報取得。
- ベータ版リリース機能。
- Gradleベースのビルドのサポート。
- リファクタリングとクイックフィックス。
- Lintツールによるパフォーマンス、ユーザビリティ、バージョン互換等のチェック。
- ProGuard（英語版）によるソース難読化とアプリ署名。
- Android共通のデザインおよびコンポーネントを作成可能なテンプレートベースウィザード。
- 開発中のレイアウトを複数の画面サイズで表示可能。
- Android Wear対応アプリのビルドのサポート。
- Google Cloud Platformの組み込みのサポート。Google Cloud Messaging（英語版）やApp Engineとの統合を可能にする[5]。
- バージョン2.2 (2016年9月) 以降でNDKをサポート。ビルドツールとしてCMakeとndk-buildをサポート[10]。
- バージョン3.0 (2017年10月) よりKotlinを標準開発言語の一つとして採用。